# Публий Квинтилий Вар
Публий Квинтилий Вар (на латински: Publius Quinctilius Varus) е древноримски политик и военачалник по времето на император Октавиан Август. Запомнен е най-вече със загубата на три легиона и собствения си живот, когато е нападнат от германски племена под водачеството на Арминий при битката в Тевтобургската гора.

## Ранни години
Вар е роден в Кремона, в аристократичния, но разорен патрициански род на Квинтилиите. Негов дядо по бащина линия е сенаторът Секст Квинтилий Вар. Майка му е дъщеря от първия брак на консула Гай Клавдий Марцел Млади, а баща му (също носещ името Секст Квинтилий Вар) е сенатор, присъединил се към републиканците по времето на гражданската война на Цезар. Секст оцелява след загубата във войната, но не се знае дали участва в убийството на Юлий Цезар. Самоубива се през 43 пр.н.е., след битката при Филипи.
Въпреки политическите възгледи на баща си, Публий става поддръжник на наследника на Цезар, Октавиан. Около 14 пр.н.е. се жени за Випсания Марцела, дъщерята на Марк Випсаний Агрипа и Клавдия Марцела Старша и става близък приятел и с Агрипа, и с Октавиан – когато Агрипа умира, именно Вар е този, който произнася надгробното слово. Политическата му кариера получава силен тласък и „Пътят на честта“ (на латински: cursus honorum) за Публий завършва сравнително рано – още през 13 пр.н.е. е избран за консул, заедно с Тиберий, доведения син на Октавиан и бъдещ император.

## Кариера
Между 9 и 8 пр.н.е., след консулството си, Вар е изпратен като управител на провинция Африка. След това управлява Сирия, с четири легиона под негово командване. Еврейският историк Йосиф Флавий споменава бързите действия на Вар срещу въстанието на Юда Галилеански в Юдея, избухнало след смъртта на цар Ирод през 4 г. пр.н.е. След превземането на Йерусалим, Вар разпъва на кръст 2000 въстаници, и според Флавий, това е една от главните причини за силните антиримски настроения в Юдея. Действително, от този момент евреите започват масов бойкот на римските керамични изделия.
След управлението на Сирия, Вар се завръща в Рим, където остава през следващите няколко години. След смъртта на жена му, той се жени за Клавдия Пулхра, дъщеря на Клавдия Марцела Млада (дъщеря на консула Гай Клавдий Марцел Младия и Октавия Младша, по-голямата сестра на Октавиан) и консула Павел Емилий Лепид (племенник на триумвира Марк Емилий Лепид). Клавдия Пулхра е от рода на Август, което показва, че Вар продължава да се радва на политическа благосклонност. От нея има син – Квинтилий Вар.
През първите години на 1 век, Тиберий, брат му Нерон Клавдий Друз и Германик водят дълга кампания в Германия – областта, северно от горното течение на Дунав и на изток от Рейн, в опит за по-нататъшно разширяване на границите на империята, и за скъсяване на граничната линия. Те подчиняват няколко германски племена, например херуските. През 7 г. регионът е обявен за умиротворен и Вар е назначен за управител на Германия. Тиберий, който по-късно наследява Октавиан като император, заминава да потуши избухналото въстание в Панония и Далмация.

## Битката в Тевтобургската гора
През 9 г. Вар е разположил войските си, състояща се от три легиона (XVII, XVIII и XIX легион), близо до река Везер, когато пристигат новини за разрастващо се на запад въстание, избухнало в района на Рейн. Въпреки предупреждението на Сегест, Вар се доверява на Арминий, романизиран германец от знатен произход и командир на спомагателна конна част, който моли за неговата помощ.
Не само, че това се оказва ужасно погрешна преценка, но Вар я утежнява допълнително като разполага легионите си на позиция, на която губят бойната си ефективност. Арминий и херуските, заедно с други съюзници, умело поставят засада, право в която попадат римляните в битката в Тевтобургската гора (източно от дн. Оснабрюк).
Гъстите гори и мочурливият терен правят маневрите на легионите невъзможни и позволяват на германските воини да постигнат пълна победа. На третия ден от битката, германците разгромяват римляните при хълма Калкрийзе, северно от Оснабрюк. Описанията за разгрома са оскъдни, но в едно от тях се споменава за римски конници, които изоставят пехотата, която би трябвало да поддържат и побягват към Рейн, но са пресрещнати от германци и убити. Някои от заловените римляни са сложени в плетени клетки и изгорени живи, докато други са отведени в робство или освободени срещу откуп. Тацит описва как победоносните германски племена принасят в жертва на боговете си пленените римски офицери, на олтари, които могат да се видят години след битката. Самият Вар се самоубива. Арминий отрязва главата му и я изпраща в Бохемия като подарък на Марбод, вожда на маркоманите, друг важен германски водач, който Арминий иска да склони към съюз. Марбод обаче отклонява предложението и изпраща главата в Рим, за да бъде погребана. По-късно римляните откриват изгубените орли на легионите, два от тях през 15 – 16 г., а третия – през 42 г. В края на краищата, те никога не успяват да поставят северната и източната част на Германия под пряко римско управление, така както са областите край Рейн и Дунав.
Унижението е толкова голямо, и суеверието, че лош късмет ще тегне над номерата на победените легиони, че XVII, XVIII и XIX никога повече не се появяват като легионни номера в римската армия. Битката е силно преживяна от Август, помрачавайки последните му години. Според Светоний, след като научава новината за поражението, Октавиан разкъсва дрехите си, не се подстригва с месеци и, години след това, е чуван понякога да стене: „Квинтилий Вар, върни ми легионите!“ (Quintili Vare, legiones redde!). Гибън описва реакцията на Август при вестта за разгрома като един от малкото на брой пъти, когато обикновено спокойният владетел губи присъствие на духа.

## В художествената литература
- „Аз, Клавдий“ (1934 г.) от Робърт Грейвс – роман за управлението на първите четирима императори. В действителност Вар не се появява в романа, но поражението му от германците заема важно място.
- Божественият Клавдий (1934) от Робърт Грейвс  - описаното е как Клавдий връща знаменето на XIX легион, след като преди това брат му Германик е върнал останалите две знамена
- „Желязната ръка на Марс“ (1994 г.) от Линдзи Дейвис
- „Върни ми легионите!“ (2009 г.) от Хари Търтълдоув